# Solana de los Barros
Solana de los Barros là một đô thị trong tỉnh Badajoz, Extremadura, Tây Ban Nha. Dân số 2.657 người và diện tích 65.09 km².